# Pistrealovo, Muncaci
Pistrealovo (în ucraineană Пістрялово) este o comună în raionul Muncaci, regiunea Transcarpatia, Ucraina, formată numai din satul de reședință.

## Demografie
Componența lingvistică a comunei Pistrealovo
     Ucraineană (98,45%)
     Rusă (1,16%)
     Alte limbi (0,26%)
Conform recensământului din 2001, majoritatea populației comunei Pistrealovo era vorbitoare de ucraineană (98,45%), existând în minoritate și vorbitori de rusă (1,16%).